# جان برام
جان برام (انگلیسی: John Brahm؛ ۱۷ اوت ۱۸۹۳ – ۱۳ اکتبر ۱۹۸۲) هنرپیشه، کارگردان فیلم و تهیه‌کننده اهل ایالات متحده آمریکا بود.